# 食肉真菌

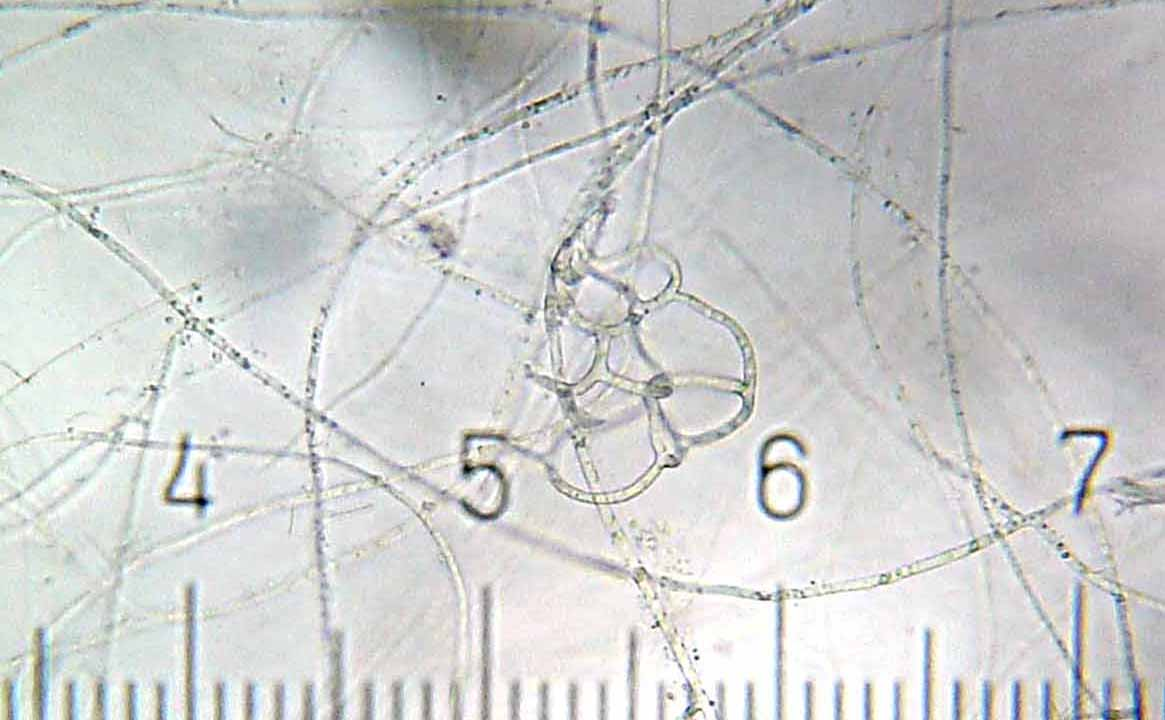
屬於圓盤菌科的Arthrobotrys屬真菌，在顯微鏡下顯現出其用來捕獲線蟲的黏接結構。圖中的數字間距為122 µm。

食肉真菌（英語：Carnivorous fungi），亦作肉食性真菌或捕食性真菌（predaceous fungi），是真菌的一種，透過捕捉和消化微細的或細小的動物而轉化成其部分或全部養份。現時已被描述的物種約200餘種，皆屬於子囊菌門（Ascomycota）的毛黴菌門（Mucoromycotina）及担子菌门（Basidiomycota）。
他們通常在土壤中生活，而且多個品種均以透過捕食或攻擊微生物，例如：線蟲捕食菌（nematophagous fungus）會捕食線蟲，而其他物種可能會捕食變形蟲或彈尾目（Collembola）物種。
在表皮、毛髮、皮膚、指甲、鱗片或羽毛上生長的真菌，無論其宿主是生是死，皆屬於皮膚癬菌，而非食肉真菌。 同樣地，在動物的開口及消化管道生存的真菌亦不屬於食肉真菌，也不屬於內部病原體。而透過攻擊和定殖昆蟲的昆蟲病原體也不一定被歸類為食肉真菌，只有那些諸如冬蟲夏草之類的真菌，其菌體在昆蟲的體內生長，又或如蟲囊菌目（Laboulbeniales）物種那樣寄生於昆蟲體內的物種才算。
這些以線蟲為獵物的食肉真菌，表現出兩種不同的捕食機制：
- 收縮環結構（主動陷阱）
- 黏接結構（被動陷阱）

透過核糖体DNA的排序，顯示這些捕食的機制在真菌的不同譜系內各自演化出來，是一個趨同演化的例子。

## 參看
- 食蟲植物
- 掠奪性甲藻
- 原食蟲植物

## 外部連結
- [吃線蟲的真菌]. （原始内容存档于2015-02-18） （英语）. （页面存档备份，存于）